# Amaury Pasos
Amaury Antônio Pasos (São Paulo, 11 de dezembro de 1935 – São Paulo, 12 de dezembro de 2024) foi um jogador de basquetebol brasileiro dos anos 1950 e 1960, considerado por muitos o maior de todos os tempos.
Filho de argentinos, sagrou-se vice-campeão mundial em 1954, bicampeão do mundo em 1959 em Santiago (foi eleito o jogador mais completo do torneio, assim como em 1963) e 1963 no Rio de Janeiro (final disputada no Maracanãzinho em 25 de maio, Brasil e Estados Unidos com placar de 85 a 81). Ganhou a medalha de bronze nas olimpíadas de 1960 e 1964, foi oito vezes o campeão do sul-americano e conquistou vários títulos regionais. Foi também campeão sul-americano de natação antes de mudar para o basquete.
Iniciou jogando como pivô e chegou na posição de armador, chegou a ser convidado para jogar no basquete profissional norte-americano, mas preferiu se dedicar a seleção, encerou a carreira de jogador em 1972 e passou a gerenciar os negocios da família. Dez anos depois, em 1982, voltou às quadras como tecnico de um clube de São Paulo e chegou a dirigir algumas vezes a seleção brasileira. No ano de 1995 participou do campeonato mundial de master ganhando a medalha de ouro.
Morreu em 12 de dezembro de 2024, em São Paulo.

## Clubes em que jogou
- Clube de Regatas Tietê
- Esporte Clube Sírio
- Sport Club Corinthians Paulista

## Principais conquistas
Esporte Clube Sírio
- Campeonato Sul-Americano de Clubes Campeões: 1961
- Campeonato Paulista: 1959, 1962
- Campeonato Paulistano: 1959, 1960, 1961, 1962, 1963

Sport Club Corinthians Paulista
- Campeonato Sul-Americano de Clubes Campeões: 1966 e 1969
- Campeonato Brasileiro: 1966, 1969
- Campeonato Paulista: 1966, 1968, 1969
- Campeonato Paulistano: 1966, 1967, 1968, 1969 e 1970

Seleção brasileira
- Campeonato Sul-Americano de Basquetebol Masculino: 1958, 1960, 1961, 1963
- Campeonato Mundial de Basquetebol Masculino: 1959, 1963

Outras Conquistas pela Seleção
- vice-campeão do mundial (Brasil - 1954)
- medalha de bronze nos Jogos Panamericanos da cidade do México (México – 1955)
- 6º lugar nos Jogos Olímpicos de Melbourne (Austrália - 1956)
- medalha de bronze nos Jogos Olímpicos de Roma (Itália – 1960)
- medalha de prata nos Jogos Panamericanos de São Paulo (Brasil – 1963)
- medalha de bronze nos Jogos Olímpicos de Tóquio (Japão – 1964)
- 3º lugar do mundial (Uruguai - 1967)
- 7º lugar nos Jogos Panamericanos de Winnipeg (Canadá - 1967)
- campeão do mundial de Master (Costa Rica – 1995)
- MVP do Campeonato Mundial de 1959 em Santiago do Chile e do Campeonato Mundial no Rio de Janeiro 1963, único jogador que obteve o titulo de jogador mais valioso em dois campeonatos mundiais, jogando em posições diferentes. ( http://www.fiba.basketball/hall-of-fame/Amaury-Pasos )